# 8.ª etapa del Tour de Francia 2022
La 8.ª etapa del Tour de Francia 2022 tuvo lugar el 9 de julio de 2022 entre Dole en Francia y Lausana en Suiza sobre un recorrido de 186,3 km. El vencedor fue el belga Wout van Aert del Jumbo-Visma y el esloveno Tadej Pogačar logró mantener el liderato.

## Clasificación de la etapa
| Dole - Lausana | etapa escarpada | (186,3 km) |

| \| Clasificación de la etapa \| Clasificación de la etapa \| Clasificación de la etapa \| Clasificación de la etapa \| Clasificación de la etapa \| \| Ciclista \| Ciclista \| Equipo \| Tiempo \| \| \| ------------------------- \| ------------------------- \| ------------------------- \| ------------------------- \| ------------------------- \| \| 1.º \| Wout van Aert \| Jumbo-Visma \| 4 h 13 min 06 s \| \| \| 2.º \| Michael Matthews \| BikeExchange-Jayco \| + 0 s \| \| \| 3.º \| Tadej Pogačar \| UAE Team Emirates \| + 0 s \| \| \| 4.º \| Andreas Kron \| Lotto-Soudal \| + 0 s \| \| \| 5.º \| Alberto Bettiol \| EF Education-EasyPost \| + 0 s \| \| \| 6.º \| Aleksandr Vlásov \| Bora-Hansgrohe \| + 0 s \| \| \| 7.º \| Benjamin Thomas \| Cofidis \| + 0 s \| \| \| 8.º \| Jonas Vingegaard \| Jumbo-Visma \| + 0 s \| \| \| 9.º \| Bob Jungels \| AG2R Citroën Team \| + 0 s \| \| \| 10.º \| Thomas Pidcock \| Ineos Grenadiers \| + 0 s \| \| |                  |                       |                 |
| |                  |                       |                 |
| Fuente: ProCyclingStats |                  |                       |                 |
| Clasificación de la etapa |                  |                       |                 |
| Ciclista | Ciclista         | Equipo                | Tiempo          |
| 1.º | Wout van Aert    | Jumbo-Visma           | 4 h 13 min 06 s |
| 2.º | Michael Matthews | BikeExchange-Jayco    | + 0 s           |
| 3.º | Tadej Pogačar    | UAE Team Emirates     | + 0 s           |
| 4.º | Andreas Kron     | Lotto-Soudal          | + 0 s           |
| 5.º | Alberto Bettiol  | EF Education-EasyPost | + 0 s           |
| 6.º | Aleksandr Vlásov | Bora-Hansgrohe        | + 0 s           |
| 7.º | Benjamin Thomas  | Cofidis               | + 0 s           |
| 8.º | Jonas Vingegaard | Jumbo-Visma           | + 0 s           |
| 9.º | Bob Jungels      | AG2R Citroën Team     | + 0 s           |
| 10.º | Thomas Pidcock   | Ineos Grenadiers      | + 0 s           |

## Clasificaciones al final de la etapa

### Clasificación general(Maillot Jaune)
| \| Clasificación general \| Clasificación general \| Clasificación general \| Clasificación general \| Clasificación general \| \| Ciclista \| Ciclista \| Equipo \| Tiempo \| \| \| --------------------- \| ---------------------- \| --------------------- \| --------------------- \| --------------------- \| \| 1.º \| Tadej Pogačar \| UAE Team Emirates \| 28 h 56 min 16 s \| \| \| 2.º \| Jonas Vingegaard \| Jumbo-Visma \| + 39 s \| \| \| 3.º \| Geraint Thomas \| Ineos Grenadiers \| + 1 min 14 s \| \| \| 4.º \| Adam Yates \| Ineos Grenadiers \| + 1 min 22 s \| \| \| 5.º \| David Gaudu \| Groupama-FDJ \| + 1 min 35 s \| \| \| 6.º \| Romain Bardet \| Team DSM \| + 1 min 36 s \| \| \| 7.º \| Thomas Pidcock \| Ineos Grenadiers \| + 1 min 39 s \| \| \| 8.º \| Neilson Powless \| EF Education-EasyPost \| + 1 min 41 s \| \| \| 9.º \| Enric Mas \| Movistar Team \| + 1 min 47 s \| \| \| 10.º \| Daniel Felipe Martínez \| Ineos Grenadiers \| + 1 min 59 s \| \| |                        |                       |                  |
| |                        |                       |                  |
| Fuente: ProCyclingStats |                        |                       |                  |
| Clasificación general |                        |                       |                  |
| Ciclista | Ciclista               | Equipo                | Tiempo           |
| 1.º | Tadej Pogačar          | UAE Team Emirates     | 28 h 56 min 16 s |
| 2.º | Jonas Vingegaard       | Jumbo-Visma           | + 39 s           |
| 3.º | Geraint Thomas         | Ineos Grenadiers      | + 1 min 14 s     |
| 4.º | Adam Yates             | Ineos Grenadiers      | + 1 min 22 s     |
| 5.º | David Gaudu            | Groupama-FDJ          | + 1 min 35 s     |
| 6.º | Romain Bardet          | Team DSM              | + 1 min 36 s     |
| 7.º | Thomas Pidcock         | Ineos Grenadiers      | + 1 min 39 s     |
| 8.º | Neilson Powless        | EF Education-EasyPost | + 1 min 41 s     |
| 9.º | Enric Mas              | Movistar Team         | + 1 min 47 s     |
| 10.º | Daniel Felipe Martínez | Ineos Grenadiers      | + 1 min 59 s     |

### Clasificación por puntos(Maillot Vert)
| Clasificación por puntos | Clasificación por puntos | Clasificación por puntos | Clasificación por puntos | Clasificación por puntos |
| Ciclista                 | Ciclista                 | Equipo                   | Puntos                   |                          |
| ------------------------ | ------------------------ | ------------------------ | ------------------------ | ------------------------ |
| 1.º                      | Wout van Aert            | Jumbo-Visma              | 264 pts                  |                          |
| 2.º                      | Fabio Jakobsen           | Quick-Step Alpha Vinyl   | 149 pts                  |                          |
| 3.º                      | Tadej Pogačar            | UAE Team Emirates        | 128 pts                  |                          |
| 4.º                      | Jasper Philipsen         | Alpecin-Deceuninck       | 102 pts                  |                          |
| 5.º                      | Christophe Laporte       | Jumbo-Visma              | 97 pts                   |                          |
| 6.º                      | Magnus Cort              | EF Education-EasyPost    | 86 pts                   |                          |
| 7.º                      | Peter Sagan              | TotalEnergies            | 86 pts                   |                          |
| 8.º                      | Michael Matthews         | BikeExchange-Jayco       | 68 pts                   |                          |
| 9.º                      | Simon Clarke             | Israel-Premier Tech      | 67 pts                   |                          |
| 10.º                     | Dylan Groenewegen        | BikeExchange-Jayco       | 60 pts                   |                          |

### Clasificación de la montaña(Maillot à Pois Rouges)
| Clasificación de la montaña | Clasificación de la montaña | Clasificación de la montaña | Clasificación de la montaña | Clasificación de la montaña |
| Ciclista                    | Ciclista                    | Equipo                      | Puntos                      |                             |
| --------------------------- | --------------------------- | --------------------------- | --------------------------- | --------------------------- |
| 1.º                         | Magnus Cort                 | EF Education-EasyPost       | 11 pts                      |                             |
| 2.º                         | Tadej Pogačar               | UAE Team Emirates           | 10 pts                      |                             |
| 3.º                         | Jonas Vingegaard            | Jumbo-Visma                 | 8 pts                       |                             |
| 4.º                         | Primož Roglič               | Jumbo-Visma                 | 6 pts                       |                             |
| 5.º                         | Lennard Kämna               | Bora-Hansgrohe              | 5 pts                       |                             |
| 6.º                         | Simon Geschke               | Cofidis                     | 4 pts                       |                             |
| 7.º                         | Wout van Aert               | Jumbo-Visma                 | 4 pts                       |                             |
| 8.º                         | Mattia Cattaneo             | Quick-Step Alpha Vinyl      | 3 pts                       |                             |
| 9.º                         | Alexis Vuillermoz           | TotalEnergies               | 2 pts                       |                             |
| 10.º                        | Frederik Frison             | Lotto-Soudal                | 2 pts                       |                             |

### Clasificación del mejor joven(Maillot Blanc)
| Clasificación del mejor joven | Clasificación del mejor joven | Clasificación del mejor joven      | Clasificación del mejor joven | Clasificación del mejor joven |
| Ciclista                      | Ciclista                      | Equipo                             | Tiempo                        |                               |
| ----------------------------- | ----------------------------- | ---------------------------------- | ----------------------------- | ----------------------------- |
| 1.º                           | Tadej Pogačar                 | UAE Team Emirates                  | 28 h 56 min 16 s              |                               |
| 2.º                           | Thomas Pidcock                | Ineos Grenadiers                   | + 1 min 39 s                  |                               |
| 3.º                           | Brandon McNulty               | UAE Team Emirates                  | + 7 min 02 s                  |                               |
| 4.º                           | Andreas Leknessund            | Team DSM                           | + 14 min 50 s                 |                               |
| 5.º                           | Matteo Jorgenson              | Movistar Team                      | + 16 min 55 s                 |                               |
| 6.º                           | Jasper Philipsen              | Alpecin-Deceuninck                 | + 19 min 53 s                 |                               |
| 7.º                           | Kevin Geniets                 | Groupama-FDJ                       | + 21 min 24 s                 |                               |
| 8.º                           | Georg Zimmermann              | Intermarché-Wanty-Gobert Matériaux | + 25 min 18 s                 |                               |
| 9.º                           | Fred Wright                   | Bahrain Victorious                 | + 26 min 14 s                 |                               |
| 10.º                          | Andreas Kron                  | Lotto-Soudal                       | + 29 min 17 s                 |                               |

### Clasificación por equipos(Classement par Équipe)
| Clasificación por equipos | Clasificación por equipos | Clasificación por equipos | Clasificación por equipos |
| Equipo                    | Equipo                    | Tiempo                    |                           |
| ------------------------- | ------------------------- | ------------------------- | ------------------------- |
| 1.º                       | Ineos Grenadiers          | 86 h 52 min 43 s          |                           |
| 2.º                       | Jumbo-Visma               | + 26 s                    |                           |
| 3.º                       | EF Education-EasyPost     | + 6 min 06 s              |                           |
| 4.º                       | UAE Team Emirates         | + 9 min 00 s              |                           |
| 5.º                       | Bahrain Victorious        | + 9 min 32 s              |                           |
| 6.º                       | Bora-Hansgrohe            | + 9 min 36 s              |                           |
| 7.º                       | Groupama-FDJ              | + 10 min 36 s             |                           |
| 8.º                       | Arkéa-Samsic              | + 16 min 43 s             |                           |
| 9.º                       | Trek-Segafredo            | + 17 min 22 s             |                           |
| 10.º                      | Israel-Premier Tech       | + 20 min 34 s             |                           |

## Abandonos
Vegard Stake Laengen y Geoffrey Bouchard no tomaron la salida tras haber dado positivo en COVID-19. Por otro lado, Kevin Vermaerke, a causa de una caída, y Gianni Moscon, por las secuelas derivadas del COVID-19, no completaron la etapa.